# Srbobran
Srbobran (Servisch: Србобран; Hongaars: Szenttamás) is een gemeente in het Servische district Zuid-Bačka.
Srbobran telt 17.855 inwoners (2002). De oppervlakte bedraagt 284 km², de bevolkingsdichtheid is 62,9 inwoners per km².
Etnisch is de gemeente gemengd. 60% van de bevolking is Servisch, 28% behoort tot de Hongaarse minderheid in Servië.

## Plaatsen in de gemeente
- Srbobran
- Nadalj
- Turiji

## Geboren
- Petar Drapšin (1914-1945), generaal; hij werd geboren in het dorp Turiji.